# Гебіра
Гебіра (араб. هبيرة) — місто в Тунісі. Входить до складу вілаєту Махдія. Станом на 2004 рік тут проживало 3 179 осіб.